# 鏡週刊
《鏡週刊》（英語：Mirror Media）是台灣的綜合性正體中文雜誌，於2016年10月5日創刊，每週三超商上架，如遇重大事件提早至週二出刊。由台灣《壹週刊》前社長、總編輯裴偉出任社長，2025年3月20日改組，廖志成升任副社長、吳明儀升任總編輯，原副社長陳志峻轉調鏡報新聞網副社長。
該雜誌出版商爲精鏡傳媒股份有限公司（英語：Mirror Media Co., Ltd.），簡稱精鏡傳媒或鏡傳媒，總部設於台北市內湖區，集團旗下有「鏡文學」「鏡文創」「鏡好聽」「鏡電視」「鏡藝宏海」「鏡報新聞網」等媒體品牌。
精鏡傳媒股份有限公登記資本額為新臺幣16億元，實收資本額則為5.65億元。董事長由裴偉出任，董事名單還有黃麟翔、鄭智仁，監事則為張世明，但除了裴偉名下有持股外，其餘董監事名下皆無持股。

## 歷史
2016年9月26日，前立法委員謝國樑宣佈因「理念、路線的差異」退出《鏡週刊》經營團隊；10月5日，《鏡週刊》創刊號上市。2017年4月，智慧財產暨出版公司「鏡文學」成立。2021年1月19日，「鏡文學」旗下「鏡好聽」開台；同年5月，《鏡週刊》與「鏡電視」兩事業體切割，以化解後者為前者影音版及其狗仔形象等疑慮，「鏡電視」原董事長《鏡週刊》社長裴偉，變更為前立委、大眾銀行董事長陳建平，重新送件NCC審查。。
2022年1月19日，NCC決議以多項附帶條款、行政指導及保留廢止權之下，通過《鏡電視新聞台》申請案許可，成為近10年來首家獲准新設的衛星新聞頻道。5月8日，該台正式開播。
2025年3月，鏡傳媒組織部分原蘋果新聞網員工成立網路媒體「鏡報新聞網」。

## 事件及爭議
- 2016年10月19日，《鏡週刊》報導，台北市政府為了推動自家教育政策，與Google合作並要求提供免費雲端空間，Google看似完全免費的服務，其實是收集學童個人資料後，再轉賣或運用在廣告上謀利。Google回應報導的內容不正確。[8]
- 2020年6月3日，《鏡週刊》報導YouTuber「黃氏兄弟」成員同性約炮事件。隔日，《鏡週刊》發聲明撤稿道歉，「本刊三日關於黃氏兄弟的報導，違反長期追求的性別自主多元價值，經讀者反應後，已將相關報導及影片全部下架，除了深切檢討、絕不再犯，並對黃氏兄弟及讀者致上最深歉意」。 [9]
- 2021年6月15日，《鏡週刊》獨家報導，指出菲律賓來函若台灣製疫苗通過台灣EUA，菲國欲加以承認[10]，一時引起台灣其他媒體爭相報導。同日，菲律宾总统杜特蒂發言人否認該報導。[11]
- 2022年9月27日，鏡週刊因日前報導台灣民眾黨新竹市長參選人高虹安的美國辛辛那提大學博士論文涉及抄襲、侵犯資訊工業策進會智慧財產權，高虹安前往台北地檢署，控告鏡週刊加重誹謗、違反選罷法意圖使人不當選等罪嫌。[12]
- 自2024年起，《鏡週刊》開始報導包含京華城案、柯文哲政治獻金案、大罷免偽造文書案[[[Wikipedia:格式手册/链接#章節|錨點失效]]]等多起案件的偵查細節。中國國民黨與台灣民眾黨的政治人物對《鏡週刊》的報導表達不滿，認為檢察官刻意將資料外洩給特定媒體，並稱《鏡週刊》為「鏡檢」。法務部長鄭銘謙則否認檢察官洩密。[13][14]

## 獲獎與榮譽
| 年份   | 獲提名                                                                                   | 獎項             | 結果                     |
| ------ | ---------------------------------------------------------------------------------------- | ---------------- | ------------------------ |
| 2017年 | 一個人的革命                                                                             | 卓越新聞獎       | 單張攝影首獎             |
| 2017年 | 一個人的革命                                                                             | 吳舜文新聞獎     | 單張新聞攝影首獎         |
| 2018年 | 一起回家：原住民傳統領域在吵什麼？                                                       | 亞洲卓越新聞獎   | 榮譽解釋性報導獎         |
| 2018年 | 異鄉安魂曲－越南移工阮國非之死                                                           | 卓越新聞獎       | 系列新聞攝影首獎         |
| 2019年 | 隱形工時會殺人                                                                           | 台灣新聞攝影大賽 | 年度最佳照片             |
| 2019年 | 隱形工時會殺人                                                                           | 台灣新聞攝影大賽 | 肖像類第一名             |
| 2019年 | 泰山回家了 一代球星張泰山的故事                                                          | 台灣新聞攝影大賽 | 體育新聞類第一名         |
| 2019年 | 刺客餘生 1970年刺蔣案後來怎麼了                                                          | 台灣新聞攝影大賽 | 肖像類第二名             |
| 2019年 | 滑手機的自由 陳水扁                                                                      | 台灣新聞攝影大賽 | 肖像類第三名             |
| 2019年 | 抓狂里長奮鬥記 台南市長高票落選人陳永和                                                  | 台灣新聞攝影大賽 | 肖像類優選               |
| 2019年 | 帶妳去看一片風景                                                                         | 台灣新聞攝影大賽 | 系列照片優選             |
| 2019年 | 超現實巨嬰 謝春德                                                                        | 台灣新聞攝影大賽 | 藝術文化與娛樂新聞類優選 |
| 2020年 | 國家的囚徒：中國709大抓捕案律師王全璋                                                    | 卓越新聞獎       | 國際新聞獎               |
| 2020年 | 撕不掉的殺人標籤：我們曾被誤認為凶案嫌犯                                                 | 台灣冤獄平反協會 | 深度報導佳作獎           |
| 2021年 | 政府殺了我的稻 台灣農業缺水危機                                                          | 台灣新聞攝影大賽 | 新聞人物優選             |
| 2021年 | 愛是我們仨                                                                               | 台灣新聞攝影大賽 | 肖像類第二名             |
| 2021年 | 無期的歸期 香港流亡世代在台灣                                                            | 台灣新聞攝影大賽 | 肖像類第三名             |
| 2021年 | 二次遷村的人 消失的紅毛港與即將消失的大林蒲                                              | 台灣新聞攝影大賽 | 自然環境與科技類第三名   |
| 2021年 | 被偷走的人生 周子飛囚籠去來四十年                                                        | 台灣新聞攝影大賽 | 網路影音新聞專題類第二名 |
| 2021年 | 從「沒有臉孔的人」到「沒有聲音的人」系列：香港抗爭者群像，與國安法落地後港人群像追蹤報導 | 人權新聞獎       | 解釋性特寫大獎           |
| 2021年 | 國家的囚徒：中國709大抓捕案律師王全璋                                                    | 人權新聞獎       | 突發新聞優異獎           |
| 2021年 | 血染奴工船                                                                               | 人權新聞獎       | 調查專題優異獎           |
| 2021年 | 鏡相人間：跟你一起變老真的會幸福嗎？談老老照護                                           | JIA銀響力新聞獎  | 年度最具影響力新聞獎     |
| 2021年 | 石木欽案及銀行員之死事件調查報導                                                         | 卓越新聞獎       | 調查報導獎               |
| 2021年 | 寂聲終章－暖化與末日災難的先知                                                           | 卓越新聞獎       | 新聞敘事創新獎           |

## 外部連結
- 官方网站
- 鏡週刊的Facebook專頁
- YouTube上的鏡週刊頻道
- 鏡週刊的Instagram帳戶
- 台灣公司資料 （页面存档备份，存于）